# Синицыно (Ярославская область)
Синицыно — деревня в Мышкинском районе Ярославской области России.
В рамках организации местного самоуправления входит в Приволжское сельское поселение, в рамках административно-территориального устройства относится к Зарубинскому сельскому округу.

## География
Расположено на берегу речки Гремец близ Волги в 13 км на север от райцентра города Мышкин.

## История
Близ деревни на погосте Рудина Слободка в 1795 году был построен Храм Тихвинской Божией Матери, зимняя церковь пристроена в 1871 году. Престолов в храме было два: в честь Тихвинской Божией Матери и Святителя и Чудотворца Николая.
В конце XIX — начале XX века деревня Синицыно входила в состав Сменцовской волости Мышкинского уезда Ярославской губернии.
С 1929 года деревня входила в состав Крутовского сельсовета Мышкинского района, с 1954 года — в составе Зарубинского сельсовета, с 2005 года — в составе Приволжского сельского поселения.

## Население
| 1859 | 2002 | 2007 | 2010 |
| ---- | ---- | ---- | ---- |
| 190  | ↘68  | ↘58  | ↘43  |

### Известные жители
- Смирнов, Василий Александрович (1905—1979) — писатель, журналист.

## Достопримечательности
Близ деревни в урочище Рудина Слободка расположена недействующая Церковь Тихвинской иконы Божией Матери (1795).